# درو راسيل
درو راسيل (بالإنجليزية: Drew Russell)‏ (28 ديسمبر 1990 ببيدفورد في الولايات المتحدة - ) هو لاعب كرة قدم أمريكي في مركز الدفاع. لعب مع Charlotte Eagles ‏ وبيتسبورغ ريفرهوندز وPanama City Beach Pirates ‏ وChicago Fire U-23 ‏ وVancouver Whitecaps FC U-23 ‏.

## وصلات خارجية
- درو راسيل على موقع قاعدة بيانات كرة القدم.إي يو (الإنجليزية)